# Georg Koch
Georg Koch (Bergisch Gladbach, 3. veljače 1972.), je bivši njemački nogometni vratar.
Profesionalnu karijeru započeo je u tadašnjem bundesligašu Fortuni Düsseldorf 1992. godine. Nije se naigrao sve dok klub nije ispao u drugu ligu. Ubrzo je postao prvi golman momčadi, te je na tom mjestu ostao sljedećih pet godina. 
Prvi nastup u Bundesligi imao je u sezoni 1995./96. nakon što se Fortuna vratila u prvu ligu. Nakon ponovnog Fortuninog ispadanja u drugu ligu prešao je u PSV Eindhoven 1997. godine. Nakon samo tri mjeseca vratio se u Njemačku potpisavši ugovor s Arminijom Bielefeld. U zimskoj stanci sezone 1999./00. odlazi u 1. FC Kaiserslautern gdje kao prvi golman ostaje sve do 2003. godine. 
U kolovozu 2003. potpisuje za Energie Cottbus, a 2004. prelazi u MSV Duisburg potpisujući petogodišnji ugovor. U lipnju 2007. raskinuo je ugovor s Duisburgom te se pridružio zagrebačkom Dinamu kao slobodan igrač potpisujući ugovor na dvije godine. U kratkom vremenu zbog izraženog profesionalizma, motivirajućeg pristupa te borbenosti utakmicama postao je idolom dinamovih navijača.
U lipnju 2008. godine sporazumno je raskinuo ugovor s Dinamom i potpisao ugovor za bečki Rapid.
24. kolovoza 2008. godine tijekom derbija protiv FK Austria pretrpio je tešku ozljedu, tako što mu je bačena petarda eksplodirala u blizini uha. Kao posljedica te ozljede javio se i poremećaj s ravnotežom. 18. ožujka 2009. izjavio je da neće nastaviti sa svojom karijerom.
Ipak nakon poboljšanja zdravstvenog stanja opet je zaigrao, ovaj put za niželigaša SC Herford. Trenutno živi u Bad Salzuflenu.